# Krieger Peak
Der Krieger Peak ist ein Berg im Süden der westantarktischen Alexander-I.-Insel. Er ragt zwischen The Obelisk und den Staccato Peaks auf.
Der US-amerikanische Polarforscher Lincoln Ellsworth fertige 1935 die ersten Luftaufnahmen an. Das Advisory Committee on Antarctic Names benannte ihn nach Lieutenant Commander Charles J. Krieger von der United States Navy, Kommandant einer Lockheed C-130 Hercules der Navy-Flugstaffel VXE-6 bei der Operation Deep Freeze der Jahre 1969 und 1970.